# Сунин-Плаза (Чжэньцзян)
Сунин-Плаза (Suning Plaza, 镇江苏宁广场) — сверхвысокий небоскрёб, расположенный в китайском городе Чжэньцзян. Построен в 2018 году в стиле модернизма, на начало 2020 года являлся самым высоким зданием города, 38-м по высоте зданием Китая, 46-м — Азии и 77-м — мира.
338-метровая башня № 1 (или Восточная башня) комплекса Сунин-Плаза имеет 75 наземных и 4 подземных этажа. Верхнюю часть небоскрёба занимают 318 гостиничных номеров пятизвёздочного отеля Hyatt Regency Zhenjiang, в подиуме расположены многоуровневый торговый центр Suning Square, выставочные площади и галереи. Архитекторами башни выступили британское бюро RMJM и Архитектурный институт провинции Цзянсу. Владельцем комплекса является компания Suning Real Estate — дочерняя структура Suning Holdings Group китайского миллиардера Чжана Цзиньдуна.
Рядом с башней № 1 расположена 62-этажная жилая башня № 2 (219 м), также построенная в 2018 году. 